# Vismia
Vismia là một chi thực vật có hoa thuộc họ Hypericaceae (nếu coi họ này là một phân họ thì thuộc họ Clusiaceae). Giống như nhiều loài Hypericaceae, các cây này có chứa xanthone.
Các thành viên của chi này là các cây gỗ nhỏ và cây bụi tìm thấy trong khu vực nhiệt đới và cận nhiệt đới ở châu Phi, Trung Mỹ và Nam Mỹ.

## Các loài
- Vismia affinis Oliv.
- Vismia atlantica L.Marinho & M.V.Martins
- Vismia baccifera (L.) Planch. & Triana
- Vismia bemerguii M.E.Berg
- Vismia billbergiana Beurl.
- Vismia brasiliensis Choisy
- Vismia camparaguey Sprague & L.Riley
- Vismia cauliflora A.C.Sm.
- Vismia cavalcantei Van den Berg
- Vismia cavanillesiana Cuatrec.
- Vismia cayennensis (Jacq.) Pers.
- Vismia confertiflora Spruce ex Reichardt
- Vismia corymbosa A.Chev.
- Vismia crassa (Rusby) S.F.Blake
- Vismia cuatrecasasii Ewan
- Vismia ferruginea Kunth
- Vismia floribunda Sprague
- Vismia glabra Ruiz & Pav.
- Vismia gracilis Hieron.
- Vismia guianensis (Aubl.) Pers.
- Vismia guineensis (L.) Choisy
- Vismia japurensis Rchb.f.
- Vismia jefensis N.Robson
- Vismia laevis Planch. & Triana
- Vismia lateriflora Ducke
- Vismia latifolia (Aubl.) Choisy
- Vismia latisepala N.Robson
- Vismia laurentii De Wild.
- Vismia lauriformis (Lam.) Choisy
- Vismia laxiflora Rchb.f.
- Vismia lindeniana Decne. ex Turcz.
- Vismia macrophylla Kunth
- Vismia magnoliifolia Cham. & Schltdl.
- Vismia mandurr Hieron.
- Vismia martiana Rchb.f.
- Vismia micrantha A.St.-Hil.
- Vismia minutiflora Ewan
- Vismia obtusa Spruce ex Reichardt
- Vismia orientalis Engl.
- Vismia parviflora Cham. & Schltdl.
- Vismia pauciflora Milne-Redh.
- Vismia pentagyna (Spreng.) Ewan
- Vismia plicatifolia Hochr.
- Vismia pozuzoensis Engl.
- Vismia ramuliflora Miq.
- Vismia rubescens Oliv.
- Vismia rufa Cuatrec.
- Vismia rusbyi Ewan
- Vismia sandwithii Ewan
- Vismia sessilifolia (Aubl.) Choisy
- Vismia sprucei Sprague
- Vismia steyermarkii N.Robson
- Vismia tenuinervia (M.E.Berg) N.Robson
- Vismia tomentosa Rui
- Vismia torrei Mendes